# ILOVEYOU
ILOVEYOU, også kaldet Lovebug eller Love Letter, var en computerorm som den 4. maj 2000 og i månederne efter skabte ravage hos 45 millioner e-mail brugere, inficerede millionvis af computerfiler og anrettede skader for mindst fem milliarder dollar. "ILOVEYOU" var beskeden i emnefeltet, og den vedhæftede fil bar navnet "LOVE-LETTER-FOR-YOU.txt.vbs". Virussen inficerede blandt andet USA's forsvarsministerium Pentagon, CIA, det britiske parlament og store virksomheder som Ford og Lucent. I Danmark gik det bl.a. ud over Folketinget, TV 2, Tele Danmark (TDC A/S) og Energiministeriet, hvor it-systemerne bukkede under for presset.
Filen havde en klassisk dobbelt filendelse – txt.vbs – som skulle snyde brugerne til at tro, at der var tale om et tekstdokument og ikke en scriptfil. Men hvis man åbnede filen, blev computeren inficeret og Lovebug sendte sig selv videre til alle kontakter i adressebogen.
Virus blev sporet tilbage til Filippinerne. Den 8. maj 2000 foretog det filippinske politi en razzia i en forfalden lejlighed i en forstad til Filippinernes hovedstad Manila, hvor den 24-årig Onel de Guzmans søster, Irene boede. Under razziaen beslaglagde politiet 17 disketter, telefoner og elektronisk udstyr, men fandt ikke computer eller modem. Onel de Guzman, en elev af AMA Computer College i Quezon City blev anholdt i in absentia, men da Filippinerne på daværende tidspunkt ikke havde nogen hackerlovgivning, blev han i stedet sigtet efter en lov om illegal brug af kodeord i bankverdenen, som dog den 21. august 2000 frafaldt. Guzman fik efterfølgende utallige jobtilbud som computerprogrammør, men afslog, og ønskede i stedet at læse færdig til systemudvikler.
Onel de Guzmans advokater fastholder, at han spredte virusprogrammet ved en fejl, og at han ikke havde onde hensigter med virussen. Han havde tidligere fortalt sin skole om skabelonen til et program, der kunne stjæle kodeord til at få adgang til internet og herefter automatisk sende dem til en nærmere specificeret email-adresse.
Virussen har i mange år været klassificeret som den mest ødelæggende nogensinde. I 2011 blev filmen Subject: I Love You udgivet, som er direkte inspireret af virussen.